# Panaxia lutescens
Panaxia lutescens là một loài bướm đêm thuộc phân họ Arctiinae, họ Erebidae.